# Князь-Владимирская церковь (Дубулты)
Церковь во имя Святого князя Владимира (латыш. Sv. kņaza Vladimira Dubultu pareizticīgo baznīca) — православный храм в Юрмале (Латвия), район Дубулты. Построен в 1867 году.

## История
Вопрос о строительстве православного храма для отдыхающих на Рижском взморье начал обсуждаться в 1860-е годы. Архиепископ Рижский и Митавский Платон (Городецкий) выступал в поддержку воздвижения храма. Окружной интендант Б. П. Макашеев написал официальное прошение на имя генерал-губернатора Лифляндии барона Вильгельма Карловича Ливена, от решения которого зависело строительство храма. В прошении было отмечено, что многие русские православные дачники неоднократно говорили о необходимости открыть подписку на посильные приношения на имя Господа для устройства православного храма в Дуббельне. Прошение было подано 1 сентября 1864 года.
Барон Ливен благосклонно отнёсся к предложению начать воздвижение православной церкви на Рижском взморье и наложил на прошение резолюцию: «С искреннейшим удовольствием изъявляю свое согласие». После положительного решения Б. П. Макашеев направляет архиепископу Платону прошение с просьбой разрешить строить храм во имя Святого князя Владимира. По благословению Владыки надзор над воздвижением храма передаётся рижскому культурно-просветительному Петропавловскому братству, которое было основано им же при соборе Святых Петра и Павла в Риге на территории Цитадели. По решению Прибалтийской палаты государственного имущества выделяется участок для строительства храма, а первым жертвователем стал купец первой гильдии Г. С. Локтионов.
В 1867 году завершились строительные работы, было приведено в порядок дуббельнское православное кладбище, и храм был освящён в честь Равноапостольного князя Владимира. Однако поначалу службы в церкви проводились только в летний период, а постоянного священника при ней не было. В то же время в Дуббельне постоянно шёл процесс строительства дач и количество отдыхающих на взморье росло с каждым годом. Архиепископ Рижский и Митавский Арсений по просьбам православных курортников дал разрешение на строительство церковно-приходской школы, проект которой был разработан архитектором Алексеем Кизельбашем. Согласно его плану, помещение при церкви, в котором располагались певчие, было перестроено под классы и помещения для педагогов. Занятия в школе начались 4 сентября 1897 года. Однако помещение всё же не могло вместить всех желающих, поэтому была высказана идея строительства «братской» школы, образовательная программа которой соответствовала бы официальному министерскому стандарту. Куратором строительных работ выступает Петро-Павловское братство, на совете которого обсуждается это предложение. Зодчий А. П. Кизельбаш, который активно участвует в проектировании сакральных сооружений в Прибалтийских губерниях, выражает готовность безвозмездно составить проект, разработать смету и чертежи. Все работы по сооружению дома священника, новой кухни и новых школьных помещений оплатил начальник полиции Дуббельна Альфред Викторович Мирбах, лютеранин по вероисповеданию, горячо сочувствовавший распространению православия на Рижском взморье.
Вскоре в церкви Святого князя Владимира богослужения начали совершаться и зимой. Специально для этих целей архиепископ Рижский и Митавский Агафангел отправил в Дуббельн священника С. Околовича. Храм отапливался за церковные средства.
В 1907 году в начале лета в Дуббельнскую церковь прибыла Якобштадтская икона Божией Матери. Это событие стало очень важным для православной общины Рижского взморья.
17 февраля 1913 года после длительного спора об открытии на Рижском взморье собственного прихода был подписан акт о передаче Дуббельнской и Эдинбургской церквей епархиальному ведомству. Настоятелем прихода был священник Николай Шалфеев, отец известного рижского педагога, журналиста и краеведа Бориса Шалфеева.
В 1943 году при дуббельнской церкви Святого князя Владимира располагался приют для детей-сирот и беженцев. В 1944 году храм претерпел существенный разгром, но уже в 1945 году был начат ремонт в храме и часовне на кладбище в Дубулты.
В период Советской Латвии храм был важным духовным центром православной общины Юрмалы и привлекал паству. В нём совершали архипастырские службы архиепископ Корнилий (Попов) (1947), митрополит Вениамин (Федченков) (1950), архиепископ Филарет (Лебедев) (1954).
При ликвидации в 1962 году церкви иконы Казанской Божьей Матери в Дзинтари всё её имущество было перенесено в церковь Святого князя Владимира.
В настоящее время настоятелем Свято-Владимирского храма Юрмалы является отец Владимир Рятсеп, член Синода Латвийской Православной Церкви и преподаватель Рижской Духовной семинарии.